# Isabella Teotochi Albrizzi
Isabella Teotochi Marin Albrizzi (nacida Elisabetta Teotochi, en griego: Ελισάβετ Θεοτόκη; Córcira actualmente Corfú, República de Venecia, 16 de junio de 1760-Venecia, Imperio austríaco, 27 de septiembre de 1836) fue una escritora y salonnière veneciana de origen griego.

## Biografía
Provenía de una distinguida familia de Corfú.
Se casó primero con el patricio veneciano Carlo Antonio Marin en 1776 y se divorciaron dos años después. Entretanto, se estableció en Venecia donde estudió y se granjeó reputación de dama ilustrada.
En 1796 se casó con el inquisidor Giuseppe Albrizzi con el que tuvo dos hijos Giovan Battista Marin y Giovanni Battista Giuseppe Albrizzi.
Fue la anfitriona de un salón que fue el centro literario y artístico de la Venecia de la época por el que desfilaban importantes celebridades europeas, como plasma en su libro Retratti (1807) donde describe a Alfieri, Cesarotti, Monti, Lord Byron, Antonio Canova o al poeta Bertola. Otro famoso invitado de la Teotochi fue Ugo Foscolo quien habría sido motivado a escribir su poema Los sepulcros, por una discusión que sostuvo en este salón con el también poeta Ippolito Pindemonte.